# Eurytaphria xanthoperata
Eurytaphria xanthoperata är en fjärilsart som beskrevs av George Francis Hampson 1896. Eurytaphria xanthoperata ingår i släktet Eurytaphria och familjen mätare. Inga underarter finns listade i Catalogue of Life.